# Épithélium bronchique
 (août 2023).
La mise en forme du texte ne suit pas les recommandations de Wikipédia : il faut le « wikifier ».
Les points d'amélioration suivants sont les cas les plus fréquents :
- Les titres sont pré-formatés par le logiciel. Ils ne sont ni en capitales, ni en gras.
- Le texte ne doit pas être écrit en capitales (les noms de famille non plus), ni en gras, ni en italique, ni en « petit »…
- Le gras n'est utilisé que pour surligner le titre de l'article dans l'introduction, une seule fois.
- L'italique est rarement utilisé : mots en langue étrangère, titres d'œuvres, noms de bateaux, etc.
- Les citations ne sont pas en italique mais en corps de texte normal. Elles sont entourées par des guillemets français : « et ».
- Les listes à puces sont à éviter, des paragraphes rédigés étant largement préférés. Les tableaux sont à réserver à la présentation de données structurées (résultats, etc.).
- Les appels de note de bas de page (petits chiffres en exposant, introduits par l'outil «  Source ») sont à placer entre la fin de phrase et le point final[comme ça].
- Les liens internes (vers d'autres articles de Wikipédia) sont à choisir avec parcimonie. Créez des liens vers des articles approfondissant le sujet. Les termes génériques sans rapport avec le sujet sont à éviter, ainsi que les répétitions de liens vers un même terme.
- Les liens externes sont à placer uniquement dans une section « Liens externes », à la fin de l'article. Ces liens sont à choisir avec parcimonie suivant les règles définies. Si un lien sert de source à l'article, son insertion dans le texte est à faire par les notes de bas de page.
- La présentation des références doit suivre les conventions bibliographiques. Il est recommandé d'utiliser les modèles {{Ouvrage}}, {{Chapitre}}, {{Article}}, {{Lien web}} et/ou {{Bibliographie}}. Le mode d'édition visuel peut mettre en forme automatiquement les références.
- Insérer une infobox (cadre d'informations à droite) n'est pas obligatoire pour parachever la mise en page.

Pour une aide détaillée, merci de consulter Aide:Wikification.
Si vous pensez que ces points ont été résolus, vous pouvez retirer ce bandeau et améliorer la mise en forme d'un autre article.
L’épithélium bronchique est un épithélium qui couvre les voies respiratoires inférieures (trachée, bronches et bronchioles). Cet épithélium est pseudostratifié et prismatique de la trachée jusqu’aux bronches, puis cylindrique simple au niveau des bronchioles. Il a pour fonction la ventilation pulmonaire (conduction et contrôle des résistances), le conditionnement de l'air inspiré (humidification et réchauffement), la purification de l’air inspiré (poussières et microbes via la sécrétion de mucus et la clairance mucociliaire), et la protection contre les pathogènes potentiels (grâce à la réponse immunitaire innée de l’épithélium).

## Origine
Après la gastrulation, l’endoderme se différencie en intestin primitif. Sur la partie antérieure et ventrale de l’intestin primitif se développe un bourgeon épithélial bronchique, qui va se diviser par dichotomie pendant 17 divisions et former l’arbre bronchique. Ce développement de l’épithélium bronchique s’accompagne du développement sous-jacent d’un mésenchyme indispensable à son développement et son fonctionnement .

## Histologie
L’épithélium bronchique dans sa partie proximale (trachée et bronches) est un épithélium cilié pseudostratifié, c’est-à-dire que toutes ses cellules sont en contact avec la membrane basale et forment une couche unique, bien que leurs noyaux ne soient pas tous alignés et donnent l’impression de la présence de plusieurs couches.

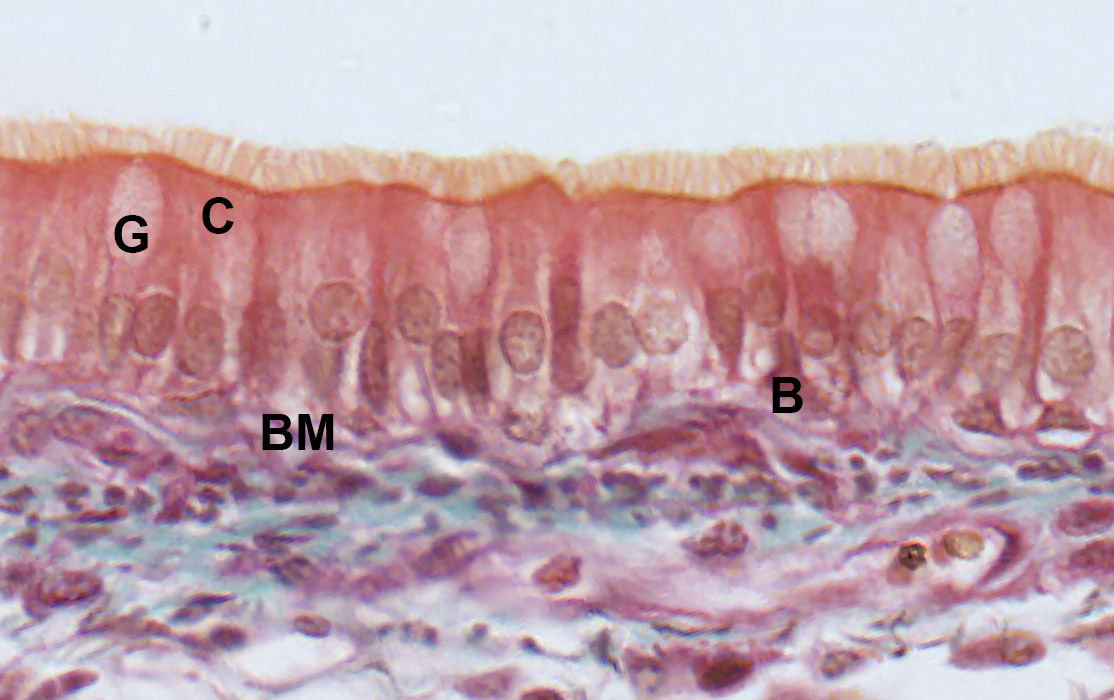
Une coloration au trichrome de Masson de la trachée humaine, un épithélium cylindrique pseudostratifié cilié qui comprend des cellules ciliées (C), des cellules caliciformes (G) et des cellules basales des voies respiratoires (B), qui reposent sur une membrane basale (BM) (Collège des Histologistes, Embryologistes et Cytogénéticiens).

Il repose sur un chorion qui comporte des follicules lymphoïdes et des glandes tubulo-acineuses et séro-muqueuses. La trachée est entourée d’une tunique comportant des anneaux incomplets de cartilage hyalin et des fibres musculaires lisses dans la partie postérieure qui forment le muscle trachéo-dorsal. Les bronches sont entourées d’anneaux cartilagineux complets pour les grosses bronches puis incomplets pour les plus petites bronches, et d’une couche de cellules musculaires lisses circonférentielle, le muscle de Reissessen.
L’épithélium bronchique est composé des types cellulaires suivants : cellules ciliées, cellules caliciformes, cellules basales, club cells dans le bas appareil respiratoire, (à partir de la jonction bronche-bronchiole) et cellules neuroendocrines (système APUD), ainsi que des types cellulaires plus rares tels que les ionocytes et les tufts cells.

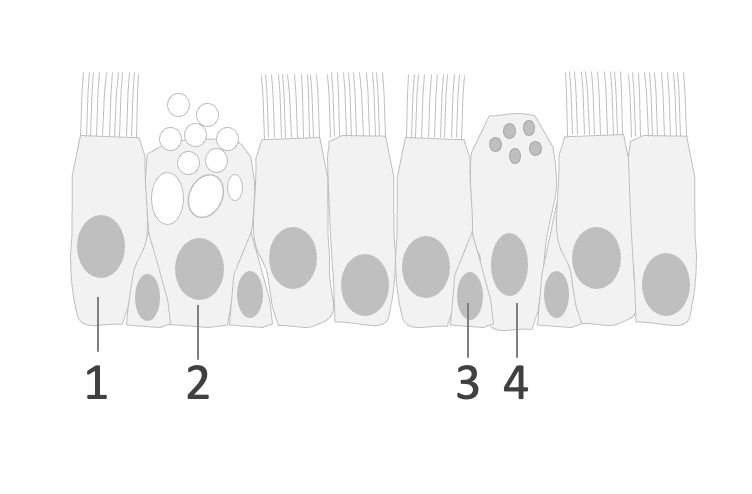
L'épithélium bronchique est un épithélium cylindrique pseudostratifié cilié qui comprend des cellules ciliées (1), des cellules caliciformes (2), des cellules basales (3) et des cellules club (4).

Cellules basales : elles représentent environ ⅓ des cellules de l’épithélium. Elles sont coniques et n’atteignent pas le pôle apical de l’épithélium. Leur cytoplasme est basophile en microscopie optique. Ce sont des cellules souches capables de former tous les autres types cellulaires de l’épithélium bronchique.
Cellules ciliées : ce sont les cellules les plus abondantes dans l’épithélium bronchique (5 cellules ciliées pour 1 cellule caliciforme). Leur pôle apical est riche en mitochondries fournissant de l’énergie pour les mouvements ciliaires et les flux ioniques, tous deux jouant des rôles cruciaux dans la clairance muco-ciliaire, c’est-à-dire l’évacuation du mucus via l’escalator muco-ciliaire.
Cellules caliciformes ou cellules à mucus (goblet cells en anglais) : ce sont des cellules dites à pôle muqueux ouvert. On visualise mal le pôle apical de ces cellules dû à la forte sécrétion de mucus, d’où leur nom de cellules à pôle ouvert.
Ces cellules disparaissent en aval de la jonction bronche-bronchiole.
Cellules neuroendocrines : ce sont les seules cellules de l’épithélium bronchique qui n’ont pas une origine endodermique. Elles sont rares (3% à 5% des cellules épithéliales) et sécrètent de la sérotonine. Leur polarité est inversée, le noyau est apical alors que les granules de sécrétions sont du côté basal pour être sécrétées dans le chorion. Ces cellules se regroupent dans les bronches en corps neuro-épithéliaux de Lauwreyns. À leur pôle apical on retrouve des chémorécepteurs sensibles au CO₂ qui permettent aux cellules de détecter les variations de CO₂ dans les bronches et d’activer des boucles d’auto-régulation qui régulent la réponse épithéliale par sécrétion ou non de sérotonine.
Les ionocytes : cellules nouvellement découvertes, elles présentent une forte activité de transport d’ions chlorures reposant sur la protéine membranaire CFTR (cystic fibrosis transmembrane conductance regulator) qui forme un canal chlorure dont des mutations sont à l’origine de la mucoviscidose.
Le long de l’arbre bronchique l’épaisseur de l’épithélium diminue progressivement passant d’un épithélium pseudostratifié à prismatique puis cubique.
Au niveau de la jonction bronche-bronchiole : les cellules caliciformes disparaissent et les cellules club et les cellules en brosse apparaissent.
Cellules Club (anciennement cellules de Clara) : elles protègent l’épithélium bronchique via la sécrétion de SCGB1A1 (aussi appelé CCSP ou CC16) et jouent un rôle de cellules souches accessoires.
Cellules en brosse : ce sont des cellules à microvillosités apicales (mais non ciliées), que l’on trouve également dans d’autres épithéliums tels que l’intestin, l’estomac et la vessie. Elles pourraient avoir un rôle dans la réponse immune Th2[Quoi ?], en particulier anti-parasitaire.

## Fonctions
L’épithélium bronchique a une fonction de protection de l’organisme. Il agit comme une barrière physique contre les pathogènes en établissant une barrière hermétique entre l’air inspiré et le milieu intérieur. Les pathogènes inspirés se collent au mucus, lequel est ensuite évacué par la déglutition via l’escalator muco-ciliaire (clairance mucociliaire). Les cellules épithéliales au contact des pathogènes ont un rôle critique pour initier la réponse immune, notamment via la sécrétion d’alarmines épithéliales telle que la TSLP, l’IL25 ou l’IL-33  qui activent et potentialisent l’immunité innée et humorale en cas d’agression infectieuse. Enfin, l’épithélium bronchique joue un rôle dans l’immunité pulmonaire en diminuant la concentration du glucose dans les sécrétions intra-bronchiques, ce qui limite la croissance bactérienne en limitant la disponibilité des nutriments (le glucose y est présent à une concentration 12 fois inférieur à celle présente dans le sang) .

## Pathologies
Se référer aux pathologies sur les pages poumon et bronche.